# W. Avery & Son
Pour les articles homonymes, voir Avery.
 (février 2022).
Si vous disposez d'ouvrages ou d'articles de référence ou si vous connaissez des sites web de qualité traitant du thème abordé ici, merci de compléter l'article en donnant les références utiles à sa vérifiabilité et en les liant à la section « Notes et références ».

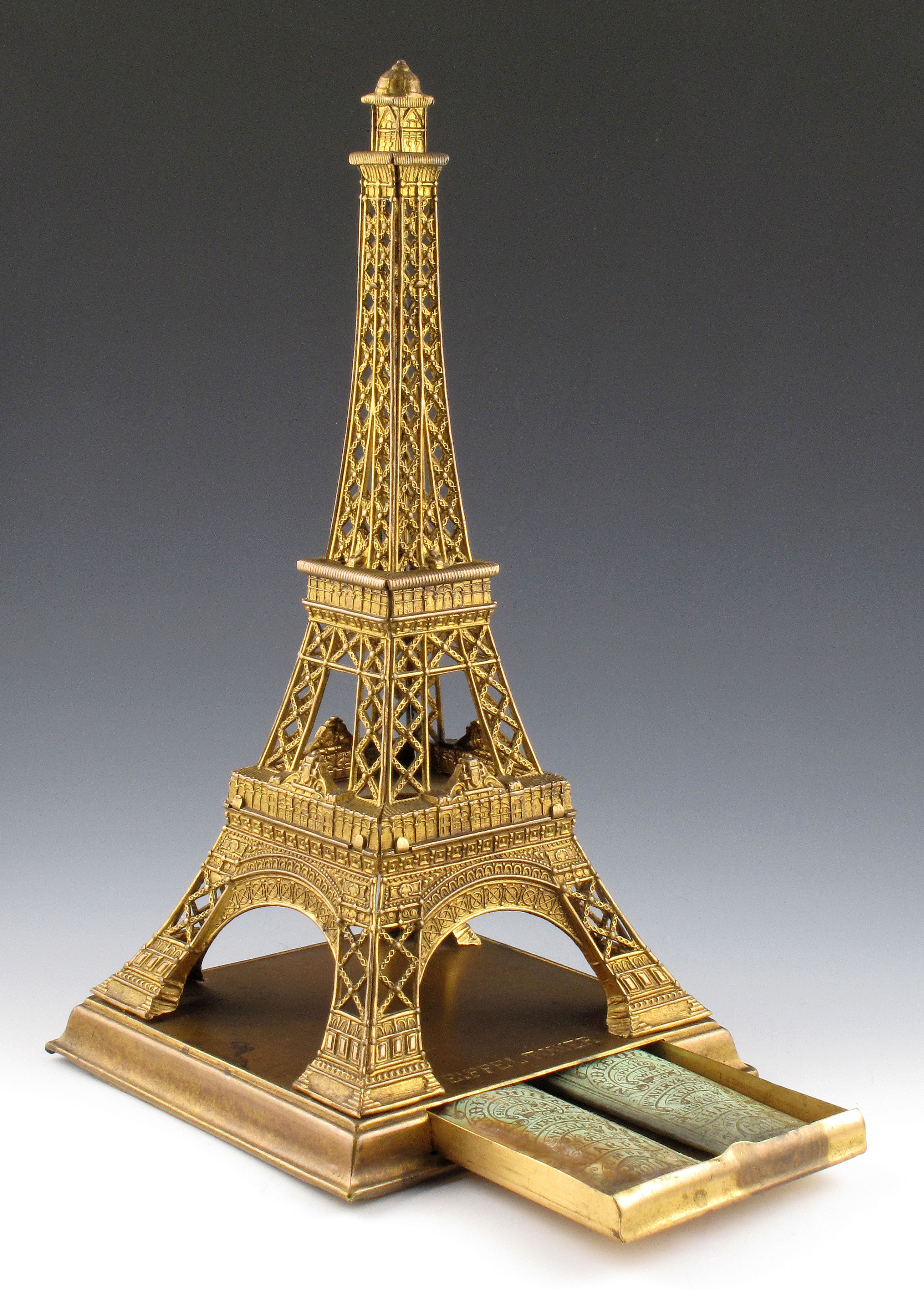
Aiguilles à coudre et étui à aiguilles de W. Avery & Son.

W. Avery & Son était un fabricant d'aiguilles à coudre de l'époque victorienne.
W. Avery & Son était nstallé à Headless Cross, un petit village situé au sud-ouest de Redditch, en Angleterre et à une vingtaine de kilomètres au sud de Birmingham, la ville anglaise reconnue comme le centre de la révolution industrielle. Au XIXe siècle, la région de Redditch produisait la majorité des aiguilles du monde. W. Avery & Son est surtout connu pour ses étuis à aiguilles figuratifs en laiton, créés par l'entreprise entre 1868 et 1889. Comme elle a produit la majorité de ces articles, les collectionneurs appellent "Averys" tous les étuis à aiguilles en laiton fabriqués pendant cette période. Aujourd'hui, ils sont très recherchés et sont généralement vendus sur des sites d'enchères en ligne ou par des antiquaires en ligne, dans des magasins ou lors de salons d'antiquités. La plupart des boîtes à aiguilles produites par la société portent l'inscription W. Avery & Son Redditch gravée sur la boîte ainsi qu'un cachet d'enregistrement du modèle/brevet.